# Gvanidin nitrat
Gvanidin nitrat je organsko jedinjenje, sa formulom [C(NH2)3]NO3 koje sadrži 1 atom ugljenika i ima molekulsku masu od 122,083 . To je bezbojna so, rastvorljiva u vodi. Proizvodi se u velikim količinama i nalazi se u upotrebi kao prekurzor za nitrogvanidin, gorivo u pirotehnici i gasnim generatorima. Njegov tačan naziv je gvanidinijum nitrat, ali kolokvijalni izraz gvanidin nitrat se široko koristi.

## Proizvodnja i svojstva
Iako je to so koja se formira neutralizacijom gvanidina sa azotnom kiselinom, gvanidin nitrat se industrijski proizvodi reakcijom dicijandiamida (ili kalcijumove soli) i amonijum nitrata.
Korišćen je kao monopropelant u Jeteks motoru za modele aviona. Privlačan je jer ima visok izlaz gasa i nisku temperaturu plamena. Ima relativno visok specifični impuls monopropelenta od 177 sekundi (1,7 kN·s/kg).
Eksplozivno raspadanje gvanidin nitrata je dato sledećom jednačinom:
{\displaystyle {\ce {[C(NH2)3]NO3 (s) -> 3 H2O (g) + 2 N2 (g) + C (s)}}}

## Osobine
| Osobina                  | Vrednost |
| ------------------------ | -------- |
| Broj akceptora vodonika  | 4        |
| Broj donora vodonika     | 4        |
| Broj rotacionih veza     | 0        |
| Particioni koeficijent ( | -2,2     |
| Rastvorljivost (logS, log(mol/L))       | -1,2     |
| Polarna površina (PSA, Å2)  | 141,9    |

## Upotreba
Tokom Drugog svetskog rata, zbog nedostatka sirovina, koristilo se u topljivim smešama zajedno sa amonijum nitratom i dodacima heksogena.
Gvanidin nitrat se koristi kao generator gasa u vazdušnim jastucima automobila. Manje je toksičan od mešavine koja se koristi u starijim vazdušnim jastucima, koja je sadržavala natrijum azid, kalijum nitrat i silicijum dioksid (NaN3, KNO3, i SiO2), a manje je eksplozivan i osetljiv na vlagu u poređenju sa veoma jeftinim amonijum nitratom (NH4NO3).

## Bezbednost
Sastav ovog jedinjenje je opasna supstanca, jer je eksploziv i sadrži oksidant (nitrat). Takođe je štetan za oči, kožu i disajne puteve.

## Literatura
- Clayden, Jonathan; Greeves, Nick; Warren, Stuart; Wothers, Peter (2001). Organic Chemistry (I изд.). Oxford University Press. ISBN 978-0-19-850346-0.
- Smith, Michael B.; March, Jerry (2007). Advanced Organic Chemistry: Reactions, Mechanisms, and Structure (6th изд.). New York: Wiley-Interscience. ISBN 0-471-72091-7.
- Katritzky A.R.; Pozharskii A.F. (2000). Handbook of Heterocyclic Chemistry (Second изд.). Academic Press. ISBN 0080429882.

## Spoljašnje veze
- Jetex: „Propellants”. Архивирано из оригинала 02. 10. 2007. г.
- PhysChem: „Guanidine Nitrate”. Архивирано из оригинала 05. 05. 2004. г. MSDS